# Cerca moura

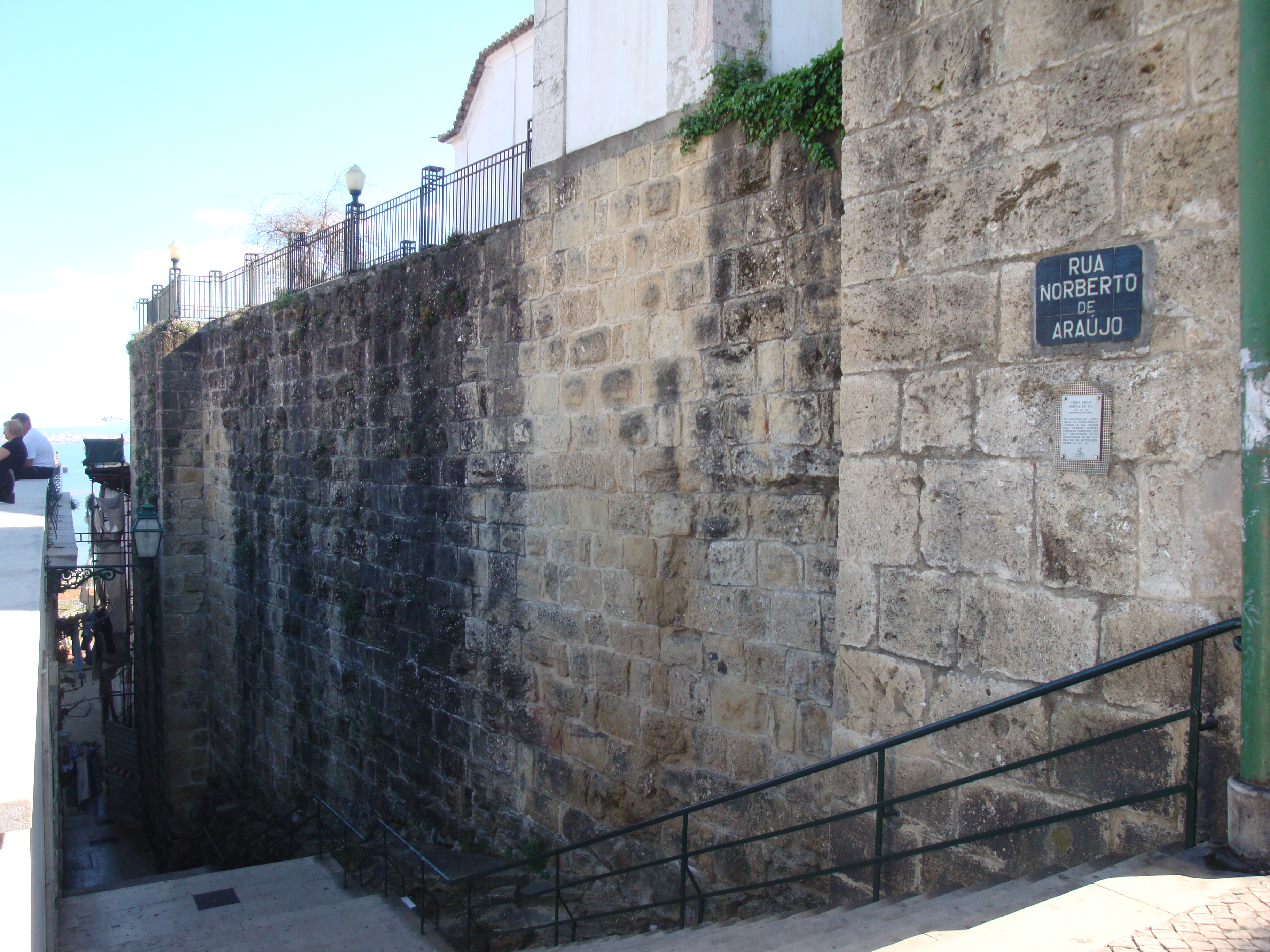
Cerca Velha - Portas do Sol

A cerca moura de Lisboa, mais conhecida por cerca velha, trata-se da primitiva muralha de Lisboa.

## História
A Cerca Velha remonta ao final da época romana ou seja é tardo-romana e defendia o núcleo urbano da cidade de Lisboa na época medieval, até à construção da Cerca Fernandina, já no século XIV.
Quando, no século XIV, foi construída a Cerca Fernandina, a Cerca Velha perdeu a sua função defensiva, sendo parcialmente destruída para permitir a abertura de novos acessos ou integrada nas paredes das casas. Resultado que seja difícil de identificar em muitos troços a velha muralha.
Para divulgar a Cerca Velha a Câmara Municipal de Lisboa inaugurou, em finais de Setembro de 2014, um circuito pedonal sinalizado por 16 painéis com informação histórica recolhida e reunida pelo Museu de Lisboa/ Núcleo Arqueológico da Casa dos Bicos e pelo Centro de Arqueologia de Lisboa, que permite, a quem o percorre, identificar o que resta da Cerca Velha.
A cerca velha nascia no Castelo de São Jorge nas proximidades da Porta de São Jorge, e pela Porta da Alfôfa descia por São Crispim, Sé, e Rua das Canastras à Porta do Mar antiga; ia correndo beiramar até São Pedro de Alfama, donde, pela Adiça, subia à Porta do Sol, a incorporar-se com a do Castelo, junto à Porta de D. Fradique.
Contava a cerca moura com doze portas, para sua serventia:
1. Porta de São Jorge
2. Porta da Alfôfa
3. Porta do Ferro
4. Porta do Mar antiga
5. Porta do Mar a São João
6. Postigo do Conde de Linhares
7. Porta do Chafariz de El-Rei
8. Porta de Alfama
9. Porta do Sol
10. Porta de D. Fradique
11. Porta do Moniz
12. Porta da Traição